# 2015 v letectví
Tento článek obsahuje seznam událostí souvisejících s letectvím, které proběhly roku 2015.

## Události

### Září
- 26. září – Irácké letectvo oficiálně převzalo první tři lehké bojové letouny Aero L-159 Alca.[1]

### Prosinec
- 13. prosince – Izraelské vojenské letectvo vyřadilo ze služby zbývající Douglas A-4 Skyhawk, které dosud sloužily u 102. peruti k pokračovacímu výcviku.[2]

- 31. prosince – britský letecký výrobce AgustaWestland byl z rozhodnutí svého stoprocentního vlastníka, skupiny Leonardo-Finmeccanica, přejmenován na Finmeccanica Helicopters Division.[3]

## První lety
- 3. února – Embraer KC-390
- 6. února – Enstrom TH180
- 7. května – Antonov An-178, ukrajinské transportní letadlo.[4]
- 11. května – Pilatus PC-24
- 13. června – Airbus Helicopters H160
- 14. září – Aero L-39NG (technologický demonstrátor)
- 25. září – Boeing KC-46 Pegasus
- 29. července – Let L-410 NG, modernizovaná verze Letu L-410 UVP E20
- 25. října – Sikorsky CH-53K King Stallion

## Ztracená letadla
- 4. února – turbovrtulový dopravní letoun ATR 72-600 společnosti TransAsia havaroval kvůli vysazení motorů po vzletu z Tchaj-peje.
- 24. března – Airbus A320-211 letu Germanwings 9525

### Sestřelená letadla
- 24. listopadu – stíhačka F-16 Tureckého letectva sestřelila v oblasti syrsko-turecké hranice ruský bombardovací letoun Su-24, jednoho ze dvou členů osádky na padáku poté zabili syrští povstalci.
- 24. listopadu – syrští povstalci sestřelili u hranic s Tureckem ruský vrtulník Mi-8, který pátral po pilotech sestřeleného bombardéru Su-24 a zabili jednoho vojáka.